# ハランプラ

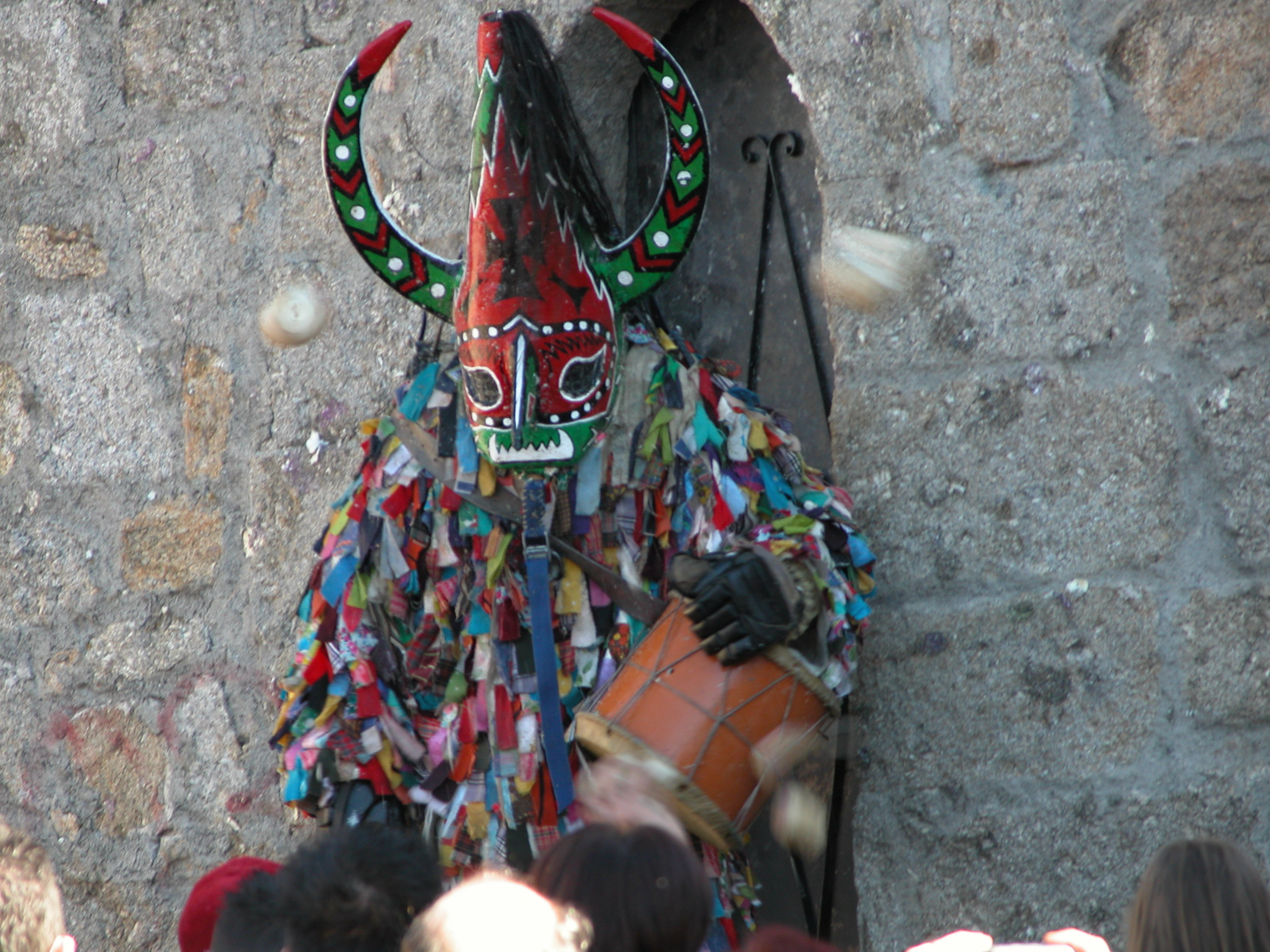
ハランプラ

ハランプラ、ハランプラス（スペイン語: Jarramplas）とは、スペインエストレマドゥーラ州カセレス県のピオルナル村で祝われる祭であり、毎年1月19日・20日に行われる。州指定の観光資源となりうる祭事 (Fiestas de Interés Turístico de Extremadura) に登録されている。
祭のハイライトでは、悪魔ハランプラの仮装をした者が太鼓を叩きながら村を練り歩く。そして他の者たちがハランプラにカブを投げつける。そのことから「カブ祭り」と呼ばれることもある。